# سریشیان
سِریشیان (Asphodelaceae) نام تیره‌ای از گیاهان گلدار است.
گروهی از رده‌بندان زیست‌شناس این تیره را به رسمیت نشناخته‌اند.
این تیره بیش از ۱۲ سرده و در حدود ۸۰۰ گونه دارد.